# Mike Zbriger
Mike Zbriger (né le 24 février 1982 à Montréal, Québec au Canada) est un joueur professionnel canadien de hockey sur glace.

## Carrière de joueur
Après quatre saisons passées dans les rangs universitaires américain, il devint professionnel en se joignant à une équipe de la United Hockey League en 2006-2007. Au cours de cette première saison, il joua pour trois clubs différents de la UHL. Il signa ensuite pour un an avec un club allemand de 3e division où il accumula 64 points en 52 parties de saison régulière. Il revint ensuite en Amérique du Nord, cette fois dans la Ligue centrale de hockey où il termina la saison avec le Thunder de Wichita.

## Statistiques
| Saison    | Équipe                         | Ligue      |    | Saison régulière | Saison régulière | Saison régulière | Saison régulière | Saison régulière |   | Séries éliminatoires | Séries éliminatoires | Séries éliminatoires | Séries éliminatoires | Séries éliminatoires |
| Saison    | Équipe                         | Ligue      | PJ | B                | A                | Pts              | Pun              | PJ               | B | A                    | Pts                  | Pun                  |                      |                      |
| 2002-2003 | Saints de St. Lawrence         | NCAA       | 14 | 1                | 3                | 4                | 0                | -                | - | -                    | -                    | -                    |                      |                      |
| 2003-2004 | Saints de St. Lawrence         | NCAA       | 17 | 0                | 1                | 1                | 4                | -                | - | -                    | -                    | -                    |                      |                      |
| 2004-2005 | Saints de St. Lawrence         | NCAA       | 24 | 8                | 4                | 12               | 2                | -                | - | -                    | -                    | -                    |                      |                      |
| 2005-2006 | Saints de St. Lawrence         | NCAA       | 40 | 14               | 12               | 26               | 12               | -                | - | -                    | -                    | -                    |                      |                      |
| 2006-2007 | Hounds de Chicago              | UHL        | 4  | 5                | 0                | 5                | 0                | -                | - | -                    | -                    | -                    |                      |                      |
| 2006-2007 | Generals de Flint              | UHL        | 29 | 7                | 7                | 14               | 12               | -                | - | -                    | -                    | -                    |                      |                      |
| 2006-2007 | Prairie Thunder de Bloomington | UHL        | 44 | 17               | 21               | 38               | 17               | -                | - | -                    | -                    | -                    |                      |                      |
| 2007-2008 | 1. EV Weiden                   | Oberliga   | 52 | 30               | 34               | 64               | 44               | 4                | 1 | 2                    | 3                    | 2                    |                      |                      |
| 2008-2009 | IceRays de Corpus Christi      | LCH        | 36 | 13               | 16               | 29               | 31               | -                | - | -                    | -                    | -                    |                      |                      |
| 2008-2009 | Thunder de Wichita             | LCH        | 26 | 6                | 16               | 22               | 8                | -                | - | -                    | -                    | -                    |                      |                      |
| 2009-2010 | Mallards de Quad City          | LIH        | 61 | 17               | 24               | 41               | 36               | -                | - | -                    | -                    | -                    |                      |                      |
| 2010-2011 | Vipers de Montpellier          | Division 1 | 26 | 21               | 23               | 44               | 6                | 3                | 0 | 0                    | 0                    | 10                   |                      |                      |
| 2011-2012 | Blaze de Bloomington           | LCH        | 14 | 3                | 3                | 6                | 6                | -                | - | -                    | -                    | -                    |                      |                      |